# Les Oblong
Les Oblong (The Oblongs) est une série télévisée d'animation américaine en treize épisodes de 22 minutes, créée par Angus Oblong et diffusée entre le 1er avril 2001 et le 20 octobre 2002 sur The WB. En France, la série a été diffusée à partir du 16 juin 2002 sur TF6.

## Synopsis
Destinée à un public adulte et adolescent, cette série raconte les aventures d'une famille vivant dans une communauté enclavée dans une vallée, dont tous les membres ont été sévèrement entravés et déformés à la suite d'une extrême pollution et radiation. La pollution résulte du style de vie débauché de la communauté richissime habitant sur les collines. Les résidents n'ont de cesse d'exploiter les habitants de la vallée avec peu d'égards pour leur survie ou leur bien-être.

## Fiche technique
- Production : Jobsite Productions et Mohawk Productions, Inc. en association avec Warner Bros. Television
- Générique : They Might Be Giants

## Personnages

### La famille Oblong
- Bob Oblong : le père de famille, un « homme-tronc » né sans bras ni jambe, travaillant dans une fabrique de toxiques. Il peut conduire des véhicules comme n'importe qui d'autre et est un pianiste accompli. Son look fait penser aux pères de famille des années 1950 . Dans le pilote, il est victime d'un sport de bar, le lancer de nain.

- Pickles Oblong : (son prénom signifie Cornichon) est fumeuse chronique et alcoolique. Elle est originellement habitante des collines mais elle habite désormais les vallées après sa rencontre avec Bob. Ses cheveux sont tous tombés et elle est regardée comme une paria aux yeux de ses anciens pairs. Elle semble peu mécontente d'avoir perdu sa vie privilégiée et est très dédaigneuse envers ses voisins égocentriques des collines. Pickles est parfois avisée sans avoir la sagesse de son mari Bob.

- Chip et Biff Oblong : ce sont des frères siamois de 17 ans rattachés par la hanche. Ils partagent la jambe du milieu. Biff est un gros travailleur obsédé par le sport alors que Chip est plus fainéant. Il est parfois sous-entendu que Biff est gay, bien que la plupart du temps les deux sont surpris à reluquer les femmes. L'un dort occasionnellement pour laisser à l'autre son intimité (notamment dans Get Off My Back).

- Milo Francis Oblong : fils cadet, affecté de nombreux troubles mentaux et sociologiques, du déficit aigu de l'attention au diabète. Il est rompu à toutes les médications, « de la Ritaline à la Rogaine ». Il n'a qu'un seul cheveu sur le crâne. C'est le personnage principal. Son t-shirt est une pub pour NO., l'album des They Might Be Gians, compositeurs de la bande originale.

- Beth Oblong :  petite dernière de la famille. Elle a une étrange excroissance rose sur la tête qui est en fait une tumeur (elle est souvent apparentée à un pénis). Malgré ça, elle est souvent plus intelligente que le reste de la famille.

- Grammy Oblong : mère de Bob, végétative. Elle a de nombreuses flatulences.

- Lucky Oblong : chat fumeur des Oblong.

- Scottie Oblong : chien narcoleptique de Milo.

### La bande à Milo
- Helga Phugly : fillette morbidement obèse ressemblant à un crapaud. Elle vit dans ses rêves, insistant toujours sur sa beauté et sa popularité. Parfois elle semble amoureuse de Milo.

- Creepy Susie : fillette gothique parlant avec l'accent français qui semble parfois flotter (ses jambes ne sont jamais visibles). C'est une version féminine de Jean-Paul Sartre.

- Peggy Weggy : fille de 13 ans avec un seul sein. Il lui manque la mâchoire inférieure ce qui la handicape assez pour parler. Bien qu'étant la plus handicapée du groupe, Peggy est une joyeuse battante, compatissante, et animée des plus hautes ambitions (comme devenir président ou docteur). À la réunion parents-professeurs, on s'aperçoit qu'elle est la fille d'un couple d'hommes qui semblent littéralement l'avoir conçue d'eux-mêmes.

- Mickey Butts : garçon malheureux et malchanceux, avec des fesses tombantes. Comme les slips ne lui vont pas, il met les vieux soutiens gorge de sa grand-mère. Dans certains épisodes, il a trois fesses.

### Autres
- George Klimer : (Prononcer « climber » (Escalade), un grimpeur social) est le richissime et snob patron de Bob. C'est aussi le premier personnage qu'on voit dans la série. Il représente le pouvoir et l'arrogance des gens des collines. Il est très condescendant envers ses employés notamment James et Bob. C'est le mari de Pristine et le père de Jared et Debbie Klimer.

- Pristine Klimer : femme de George, mère de Jared et Debbie. Elle était l'amie de Pickles avant son mariage avec Bob. Maintenant Pristine passe ses journées à se plaindre de son ancienne amie.

- Jared Klimer : arrogant fils de George et Pristine, frère de Debbie. Il provoque la bande de Milo avec son tout aussi snob copain Blaine. Il a parfois des sursauts d'intelligence.

- Les Debbie : une clique de filles populaires et identiques qui s'appellent toutes Debbie. L'une est la fille de George Klimer, l'autre est la fille de maire. On en dénombre en moyenne six.

- Anita Bidet : Femme transgenre pré-opérée avec une voix très grave, propriétaire du Rusty Bucket, le bar ou Pickles a ses habitudes. Personne ne semble constater qu'elle est transgenre. James tombe amoureux d'elle dans un épisode. Dans un autre, lorsque Pickles se rappelle son premier rencard avec Bob à la plage, on peut apercevoir un homme avec une voix semblable à la sienne, sous-entendant qu'il s'agissait d'Anita auparavant.

- Principal Davis : principal de l'école.

- James : collègue bossu de Bob.

- Mayor Johnny : maire de la ville, accessoirement un catcheur professionnel. Il est totalement corrompu et sa fille est une Debbie.

- Tommy Vinegar : ex de Pickles.

## Épisodes
1. Mal assortis (Misfit Love (Pilot))
2. Le chien narcoleptique (Narcoleptic Scottie)
3. Doubles vies (Milo Interrupted)
4. Popularité (Bucketheads)
5. Cascades en cascade (Heroine Addict)
6. Le messie (The Golden Child)
7. L'égout et les couleurs (Flush, Flush, Sweet Helga)
8. FrankenDebbie (Disfigured Debbie")
9. Petites Amazones (Pickle’s Li’l Amazons)
10. Les trois frères siamois (Get Off My Back)
11. La fiancée de James (Please Be Genital)
12. Retour d'âge (My Name is Robbie)
13. L'argent ne fait pas le bonheur (Father of the Bribe)

## Commentaires
La série est vaguement basée sur une série de personnages qu'Oblong a introduit dans un livre d'image intitulé Creepy Susie et 13 autres contes tragiques pour enfants perturbés. 
Le destin de la série, en plus d'être tragique, participe à sa légende.
Peut-être trop irrévérencieuse, trop satirique (la caricature est hyperbolique à l'extrême), d'un cynisme extrême et présentant des difformités comme une normalité, Les Oblong choque. Le fait est que si les personnages sont intéressants et ont le mérite d'être originaux, il est impossible de s'y identifier.
En cela pourtant, Les Oblong reste une série drôle. On ne se lasse pas des frasques de Pickles, des répliques croustillantes de Bob, des gags récurrents, de l'humour grinçant, des gags cyniques à souhait (par exemple, les traitements inadmissibles subis avec une relative douceur par les habitants de la vallée).
La série présente une métaphore beaucoup trop extrême : les gens de la vallée représenteraient les gens défavorisés, les laissés pour compte, les monstres de la société américaine, tandis que ceux des collines seraient les bons, riches propres et beaux.
Le graphisme de la série est surement ce qui parachève l'infâme avec notamment une propension au filiforme, au rachitique (notamment dans la poitrine des femmes) avec cependant une animation très réaliste qui accroît l'horreur des personnages, mention spéciale à Bob Oblong qui est surement le personnage le plus intrigant de tous.

### Diffusions
La série a fait ses débuts le 1er avril 2001 sur WB mais elle a peiné à trouver un public. Le 20 mai 2001, WB diffuse FrankenDebbie, le second épisode produit, comme étant la fin de saison, laissant cinq épisodes non-diffusés. Un fan de la série qui réalisait un guide des épisodes sur TV Tome fut informé par Angus Oblong de la déprogrammation du show et il rallia les fans de la série à une pétition, encourageant la chaîne à remettre la série. Finalement, la pétition fut vaine. Plus tard la même année, la chaîne Teletoon au Canada commença à diffuser la série. Rapidement un large public se démarque. 
En août 2002, la série trouve refuge sur les programmes de Cartoon Network où elle reçoit des audiences élevées du fait des nombreux fans américains qui découvrent la série pour la première fois. Lorsqu'elle est montrée en Australie en 2003, la série est littéralement coupée au milieu du premier épisode, mais sera ultérieurement diffusée tard dans la nuit. En 2005, la série sort en DVD.